# Dennis Haueisen
Dennis Haueisen (Gera, 13 september 1978) is een Duits voormalig wielrenner.

## Belangrijkste overwinningen
2004
- Noord-Nederland Tour

2005
- Sachsenringradrennen
- Sparkassenpreis

2006
- 5e etappe International Cycling Classic
- Eindklassement International Cycling Classic